# 渡辺豊和
渡辺 豊和（わたなべ とよかず、1938年8月1日 - 2025年4月20日）は、日本の建築家。渡辺豊和建築工房主宰。京都造形芸術大学名誉教授、イワクラ（磐座）学会会長。
博士（工学）。

## 生涯
秋田県仙北郡角館町に生まれる。1961年、福井大学工学部建築学科卒業。RIA建築総合研究所勤務を経て、1970年、渡辺豊和アトリエ主宰（1972年、渡辺豊和建築工房に改称）。1977年、「建築美」を創刊。1980年、京都芸術短期大学客員教授、1981年、同短期大学教授。1991年、京都造形芸術大学教授、2007年、退任。
日本のポストモダンを代表する建築家の1人で、1987年に「龍神村民体育館」で日本建築学会賞作品賞を受賞。執筆活動も旺盛に行った。
2025年4月20日、老衰で死去。86歳没。

## 作品
現況欄の○は現存、✕は現存せず
| 名称                                             | 年                 | 所在地           | 現況 | 備考 |
| ------------------------------------------------ | ------------------ | ---------------- | ---- | ---- |
| 吉岡邸 (1½)                                      | 1974年（昭和49年） | 大阪府茨木市     | ✕    |      |
| 中内邸                                           | 1976年（昭和51年） | 奈良県大和郡山市 |      |      |
| 餓鬼の舎                                         | 1977年（昭和52年） | 奈良県田原本町   |      |      |
| 西脇市立古窯陶芸館                               | 1982年（昭和57年） | 兵庫県西脇市     |      |      |
| 戸口邸（オッパイハウス）                         | 1984年（昭和59年） | 大阪府枚方市     |      |      |
| 龍神村民体育館 (龍神体育館)                      | 1987年（昭和62年） | 和歌山県田辺市   |      |      |
| 豊玉町文化の郷                                   | 1991年（平成3年）  | 長崎県対馬市     |      |      |
| 秋田市立体育館                                   | 1994年（平成6年）  | 秋田県秋田市     |      |      |
| 加茂文化ホール ラメール                          | 1994年（平成6年）  | 島根県雲南市     |      |      |
| 上湧別町郷土資料館 (町立郷土博物館ふるさと館JRY) | 1996年（平成8年）  | 北海道湧別町     |      |      |
| 森のこもれびホール                               | 1996年（平成8年）  | 奈良県黒滝村     |      |      |